# سریک آخمتوف
سریک آخمتوف (قزاقی: Серік Нығметұлы Ахметов؛ زادهٔ ۲۵ ژوئن ۱۹۵۸) یک سیاست‌مدار اهل قزاقستان است.وی از سپتامبر ۲۰۱۲ تا آوریل ۲۰۱۴ نخست‌وزیر قزاقستان بود.